# Mesulergina
La mesulergina (INN) (nombre de desarrollo, CU-32085) es un fármaco del grupo de la ergolina que nunca llegó a comercialización. Actúa sobre los receptores de serotonina y dopamina, específicamente, es agonista de los receptores de dopamina D2 y los receptores de serotonina 5-HT6. Es también antagonista de los receptores de serotonina 5-HT 2A, 5-HT2B, 5-HT2C y 5-HT7.[cita requerida] También tiene afinidad por los receptores 5-HT1A, 5-HT1B, 5-HT1D, 5-HT1F y 5-HT5A. El compuesto había entrado en ensayos clínicos para el tratamiento de la enfermedad de Parkinson; sin embargo, el desarrollo posterior se detuvo debido a anormalidades histológicas adversas en ratas experimentales. También se investigó para el tratamiento de la hiperprolactinemia, por ser agonista más potente que la bromocriptina, fármaco que se indica para esa enfermedad, con una bioquímica similar y con bajo efecto sobre el sistema cardiovascular y sin hipotensión severa.